# Humanity (The Jacksons)
Humanity sarebbe dovuto essere il diciassettesimo album in studio dei The Jacksons, ideato come album reunion del gruppo, ma venne scartato in favore di altri progetti dei membri. 

## Lavorazione
Nel 1984 i The Jacksons tennero il loro ultimo concerto durante il Victory Tour per promuovere l'album Victory dello stesso anno, dopodiché Michael e Marlon preferirono concentrarsi sulle loro carriere soliste e il gruppo si sciolse. 5 anni dopo, nel 1989, i fratelli si riunirono per il loro vero ultimo album 2300 Jackson Street, promosso con alcuni concerti nel 1990. Progetti per una nuova reunion dei Jacksons iniziarono nel 1995, dopo che avevano già lavorato alla soundtrack di The Jacksons: An American Dream e Soulsation!, Michael Jackson e Jermaine Jackson firmarono un contratto il 16 giugno 1995 per la produzione di un nuovo album in studio intitolato Humanity, e i fratelli tornarono negli studi della Epic per le demo, e i lavori continuarono fino al 1999.
Michael confermò in un'intervista per Liberty Radio che erano già state registrate tre demo, senza specificare effettivamente quanto avanti fossero nella produzione dell'album. Stando alla stessa intervista, risulta che al progetto avessero dovuto partecipare anche i 3T come supporto in altre 3 demo, ma non è chiaro se le tre in questione siano le stesse già citate o tre del tutto nuove (che avrebbe portato a un totale di 6 tracce confermate).
L'album venne scartato per motivi non chiari, ma probabilmente Michael decise di abbandonare il progetto per lavorare a Blood on the Dance Floor: HIStory in the Mix e Invincible; i Jacksons inoltre avevano deciso di pubblicare esclusivamente compilation, greatest hits e box set; e quindi rimpiazzarono l'album con altri progetti come The Ultimate Collection o 20th Century Masters. Va notato che l'esperienza dell'album ispirò probabilmente la reunion avvenuta al Michael Jackson: 30th Anniversary Celebration.

## Tracce
Non si conosce con l'esattezza alcuna traccia potenziale per l'album, probabilmente perché venne scartato prima della registrazione effettiva delle canzoni, si sa però che vennero registrate 3 demo come affermato da Michael Jackson, che potrebbero essere alcuni dei vari inediti conosciuti dei Jacksons – alcune cover scartate o demo cancellate, di cui alcune trapelate su internet mentre altre sconosciute. Le tracce si possono quindi considerare lost media, a meno che siano state preservate, così come le demo dei 3T (sempre se esistano).